# 메그나강

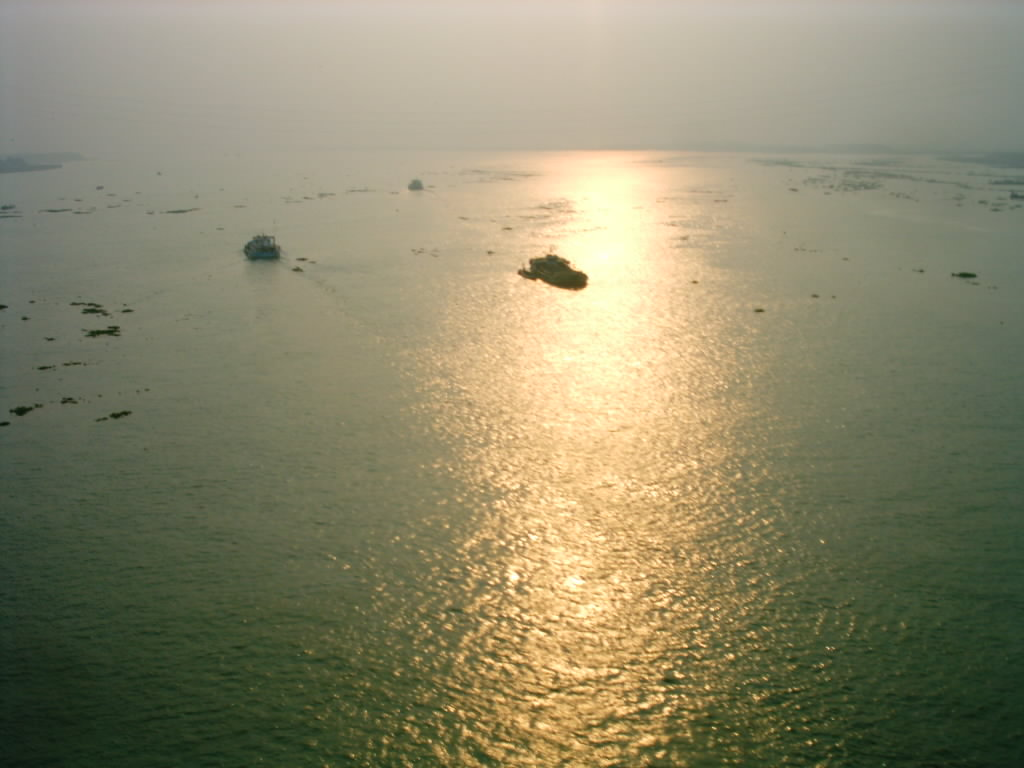

메그나강(Meghna River, মেঘনা নদী)은 방글라데시에서 가장 중요한 강들 중의 하나로, 벵골만에 뻗어있는 지구 상에서 가장 거대한 갠지즈 델타를 구성하는 세 강 중 하나이다. 수르마 메그나강 관계 시스템의 일부로서 메그나 강은 동부 인디아의 산악 지역에서 형성된 서로 다른 강들이 합류하여 방글라데시 내부에 형성되었다. 이 메그나강은 찬드푸르 구에서 파드마강과 합류를 하여, 강은 브홀라구의 벵골만으로 흘러들어간다.
메그나강의 주요 지류로는 달레슈와리강, 굼티강, 페니강이 있다. 메그나강은 테불리아, 샤흐바즈푸르, 하티아, 뱀니 네 개의 주요 어귀를 거쳐 벵골만으로 흘러들어 간다.
메그나강은 방글라데시 국경 내부를 완전히 흐르는 강들 중에서는 가장 넓은 강이다. 브홀라 근처의 한 지점에서 메그나강은 12 km 너비가 된다.